# Bob Bemer
Robert „Bob“ William Bemer (* 8. Februar 1920 in Sault Ste. Marie, Michigan; † 22. Juni 2004) war ein US-amerikanischer Computerpionier. Er ist einer der „Väter“ des ASCII-Standards.

## Leben
Nach seinem Abschluss an der Cranbrook School in Bloomfield Hills studierte Bob Bemer an einem privaten College in Michigan Ingenieurwissenschaften und machte einen Abschluss als Flugzeugingenieur. Seine erste Stelle fand er beim Flugzeugbauer Douglas, wo er als Konstrukteur arbeitete.
Bemers Programmiererkarriere begann 1949. Nach seiner Tätigkeit bei Lockheed 1952 bis 1957, wo er zur mathematischen Analyse von Tragflächen und Strömungsprofilen forschte, fand Bemer eine Anstellung bei IBM. Dort war er bis 1965 für die Programmierstandards zuständig. Er entwickelte COMTRAN, einen Vorläufer von COBOL: Er vertrat bei der Entwicklung des ASCII-Code durch die American Standards Association die Interessen IBMs. Er schlug dafür unter anderem die Aufnahme der Escape-Taste Esc, der geschweiften Klammern („{“, „}“) und des Backslashs („\“) aus dem „erweiterten Zeichensatz“ IBMs von 1960 vor.
1958 begann Bemer, der Mitglied der Kirche Jesu Christi der Heiligen der Letzten Tage („Mormonen“) war, umfangreiche genealogische Daten für seine in diesem Bereich sehr aktive Kirche zu digitalisieren, was ihn schon früh auf das Problem der zweistelligen Jahreszahlen (Jahr-2000-Problem) aufmerksam machte. Bereits 1971 publizierte er erste Warnungen.
Nach mehreren Tätigkeiten, unter anderem für General Electric und Honeywell, gründete Bob Bemer 1997 die Firmen BMRSoftware und Bigisoft, die auch Lösungen für das Jahr-2000-Problem entwickelten.
2002 erhielt er den Computer Pioneer Award.